# Scoring kredytowy
Scoring kredytowy – metoda oceny wiarygodności podmiotu (zwykle osoby fizycznej lub przedsiębiorstwa) ubiegającego się o kredyt bankowy. Wynik scoringu kredytowego jest zwykle przedstawiany w postaci punktowej – zwykle im więcej punktów, tym większa wiarygodność kredytowa potencjalnego kredytobiorcy.
Scoring kredytowy jest bardzo podobny do metody punktowej; główna różnica polega na tym, że w scoringu kredytowym dobór cech podlegających ocenie jest najczęściej przeprowadzany z zastosowaniem narzędzi statystycznych, a uzyskana ocena ma zwykle charakter ostateczny. Scoring kredytowy polega na określeniu wiarygodności kredytowej klienta na podstawie porównania jego profilu z profilem klientów, którzy już otrzymali kredyty. Im bardziej profil danego klienta jest podobny do profilu klientów terminowo spłacających swoje kredyty w przeszłości, tym wyższą ocenę punktową otrzyma ten klient.
Można wyróżnić następujące rodzaje scoringu kredytowego:
- Scoring behawioralny polega na przyznawaniu wnioskodawcy punktów na podstawie analizy jego dotychczasowej obsługi produktów finansowych (o ile dane takie są dostępne). Kluczowym czynnikiem wpływającym na ten typ scoringu jest terminowe spłacanie zadłużenia.
- Scoring aplikacyjny (użytkowy) polega na przyznawaniu wnioskodawcy punktów na podstawie jego danych osobistych i majątkowych, określanych w specjalnej karcie scoringowej, które po zsumowaniu stanowią miarę oceny ryzyka związanego z potencjalnym kredytobiorcą.
- Scoring kredytowy jest stosowany przez banki przy udzielaniu kredytów, a także przez niektóre firmy niefinansowe – np. operatorów GSM przy sprzedaży telefonów z abonamentem. Klient dostaje wtedy stosunkowo drogi telefon za darmo lub za ułamek jego ceny, a spłaca go z abonamentu. Jest to więc forma kredytu.
- Scoring zysku jest stosowany do oszacowania możliwości osiągnięcia największego zysku. Czynniki związane z ryzykiem kredytowym mają mniejszą wagę, liczy się analiza możliwości zysku dla podmiotu udzielającego pożyczki[3].

Przygotowaniem scoringów kredytowych zajmują się także specjalistyczne firmy, zwane biurami kredytowymi. Wykorzystują one dane o sposobie korzystania przez klientów z produktów finansowych udostępniane przez banki.

## Karta aplikacyjna
Analiza scoringowa karty aplikacyjnej od klienta detalicznego wykorzystuje metody statystyczne, co usprawnia całą procedurę kredytową. Poszczególnym cechom kredytobiorcy przypisywane są punkty, według odpowiednio przygotowanej skali (wag).
Pod uwagę bierze się przede wszystkim:
- zawód
- wykształcenie
- status mieszkaniowy
- dzielnicę, w której zamieszkuje kredytobiorca
- okres zamieszkania pod obecnym adresem
- wysokość miesięcznych dochodów
- posiadanie telefonu
- wiek i stan cywilny
- liczbę osób pozostającą na utrzymaniu kredytobiorcy
- posiadane rachunki bankowe
- referencje bankowe
- posiadanie ubezpieczenia na życie
- posiadanie programów oszczędnościowych
- posiadanie samochodu
- posiadane karty płatnicze
- okres zatrudnienia w tym samym przedsiębiorstwie
- okres zatrudnienia na obecnym stanowisku
- okres zatrudnienia u poprzedniego pracodawcy

Po przeanalizowaniu wymienionych wyżej charakterystyk (cech), bank oblicza tzw. punkt odcięcia, z ang. cut off score, który stanowi dolny próg przyznania kredytu. Osoby które uzyskały w swej ocenie niższą punktację, otrzymają od banku odmowę udzielenia kredytu. Te, które w końcowym wyniku zbliżyły się do punktu odcięcia – będą musiały przedstawić lepsze zabezpieczenia kredytu lub starać się o niższy kredyt.
W bardziej rozwiniętej i efektywnej formie budowany jest (np. za pomocą regresji logistycznej lub metod eksploracji danych) model statystyczny prognozujący prawdopodobieństwo zdarzenia niespłacenia kredytu.
Metoda stosowana jest najczęściej przy kredytach konsumpcyjnych i mieszkaniowych. Pozwala na skrócenie procedury związanej z udzielaniem kredytu oraz umożliwia ograniczenie ryzyka kredytowego ponoszonego przez banki.
Kredytodawca może też wykorzystywać ocenę punktową klienta nie tylko do decyzji o przyznaniu lub nie kredytu, ale także do ustalenia ceny kredytu (marży). Jest to tzw. wycena produktu oparta na ryzyku (ang. risk-based pricing).